# Бартошовіни
Бартошовіни (пол. Bartoszowiny) — село в Польщі, у гміні Нова Слупя Келецького повіту Свентокшиського воєводства.
Населення — 266 осіб (2011).
У 1975-1998 роках село належало до Келецького воєводства.

## Демографія
Демографічна структура на день 31 березня 2011 року:
|          | Загалом | Допрацездатний вік | Працездатний вік | Постпрацездатний вік |
| -------- | ------- | ------------------ | ---------------- | -------------------- |
| Чоловіки | 132     | 31                 | 89               | 12                   |
| Жінки    | 134     | 31                 | 75               | 28                   |
| Разом    | 266     | 62                 | 164              | 40                   |